# Coajomulco
Coajomulco es una localidad del estado mexicano de Morelos. Es parte del municipio de Huitzilac.

## Toponimia
El nombre «Coajomulco» proviene de los términos en náhuatl: cuauhtli, árbol; xomulli, rincón; co, locativo. Su significado es «En el rincón de la arboleda».

## Demografía
| Gráfica de evolución demográfica |
|                                  |

| Censo | Población |
| ----- | --------- |
| 1930  | 289       |
| 1940  | 426       |
| 1950  | 501       |
| 1960  | 643       |
| 1970  | 853       |
| 1980  | 848       |
| 1990  | 1304      |
| 2000  | 1779      |
| 2010  | 2089      |
| 2020  | 2452      |